# Futurama (SUPERCARのアルバム)
『Futurama』（フューチュラマ）は、日本のロックバンド、SUPERCARの3枚目のアルバム。2000年11月22日、キューンレコードより発売。

## 概要
- 前作より1年7ヶ月ぶりのアルバム。ニューヨークでレコーディングされた。本作ではエレクトロサウンドの導入や打ち込みの多用など、新たな試みが多くなされている。
- アルバム名は「Future(未来)」と「Panorama(展望)」を組み合わせた造語。
- 収録曲はすべて次曲に繋がるよう編集されている。先行シングルの「FAIRWAY」「WHITE SURF style 5.」の2曲は、それに準ずるようにアルバムバージョンでの収録となった。
- 初回限定：スーパーカーオリジナルリアルペイントジャケット

## 収録曲
| 全作詞: 石渡淳治、全作曲: 中村弘二（※M-15, 作曲: 田沢公大）、全編曲: SUPERCAR。 |                                             |          |                                    |      |
| #                                                                               | タイトル                                    | 作詞     | 作曲・編曲                         | 時間 |
| 1.                                                                              | 「Changes」(インスト曲)                     | 石渡淳治 | 中村弘二 （※M-15, 作曲: 田沢公大） | 4:09 |
| 2.                                                                              | 「PLAYSTAR VISTA」                          | 石渡淳治 | 中村弘二 （※M-15, 作曲: 田沢公大） | 5:19 |
| 3.                                                                              | 「Baby Once More」                          | 石渡淳治 | 中村弘二 （※M-15, 作曲: 田沢公大） | 4:10 |
| 4.                                                                              | 「White Surf style 5.」(アルバムバージョン) | 石渡淳治 | 中村弘二 （※M-15, 作曲: 田沢公大） | 5:19 |
| 5.                                                                              | 「Star Fall」                               | 石渡淳治 | 中村弘二 （※M-15, 作曲: 田沢公大） | 5:51 |
| 6.                                                                              | 「Flava」                                   | 石渡淳治 | 中村弘二 （※M-15, 作曲: 田沢公大） | 4:13 |
| 7.                                                                              | 「SIBUYA Morning」                          | 石渡淳治 | 中村弘二 （※M-15, 作曲: 田沢公大） | 4:35 |
| 8.                                                                              | 「Easy Way Out」                            | 石渡淳治 | 中村弘二 （※M-15, 作曲: 田沢公大） | 4:00 |
| 9.                                                                              | 「Everybody On News」                       | 石渡淳治 | 中村弘二 （※M-15, 作曲: 田沢公大） | 3:35 |
| 10.                                                                             | 「Karma」                                   | 石渡淳治 | 中村弘二 （※M-15, 作曲: 田沢公大） | 5:44 |
| 11.                                                                             | 「FAIRWAY」(アルバムバージョン)             | 石渡淳治 | 中村弘二 （※M-15, 作曲: 田沢公大） | 4:14 |
| 12.                                                                             | 「ReSTARTER」                               | 石渡淳治 | 中村弘二 （※M-15, 作曲: 田沢公大） | 5:00 |
| 13.                                                                             | 「A.O.S.A」                                 | 石渡淳治 | 中村弘二 （※M-15, 作曲: 田沢公大） | 4:57 |
| 14.                                                                             | 「NEW Young City」                          | 石渡淳治 | 中村弘二 （※M-15, 作曲: 田沢公大） | 4:54 |
| 15.                                                                             | 「Blue Subrhyme」(※)                        | 石渡淳治 | 中村弘二 （※M-15, 作曲: 田沢公大） | 5:04 |
| 16.                                                                             | 「I'm Nothing」                             | 石渡淳治 | 中村弘二 （※M-15, 作曲: 田沢公大） | 4:19 |
| 合計時間:                                                                       | 合計時間:                                   | 75:23    |                                    |      |

### 楽曲解説
「Changes」
インスト曲。
「White Surf style 5.」
アルバムバージョン。アウトロが追加されている。
「SHIBUYA Morning」
インスト曲。
「FAIRWAY」
アルバムバージョン。アルバムの流れに沿うようにイントロ・アウトロが編集されているほか、ドラムが完全に打ち込みになっている。
「Blue Subrhyme」
田沢の楽曲では初のアルバム収録となった。